# Porcelio Pandone
Giovanni Antonio (o Giannantonio) Pandone, detto il Porcelio (o Porcellio) e noto quindi come Porcelio (o Porcellio) Pandone (Napoli, ante 1409 – Roma, post 1485), è stato un umanista e scrittore italiano.

## Biografia

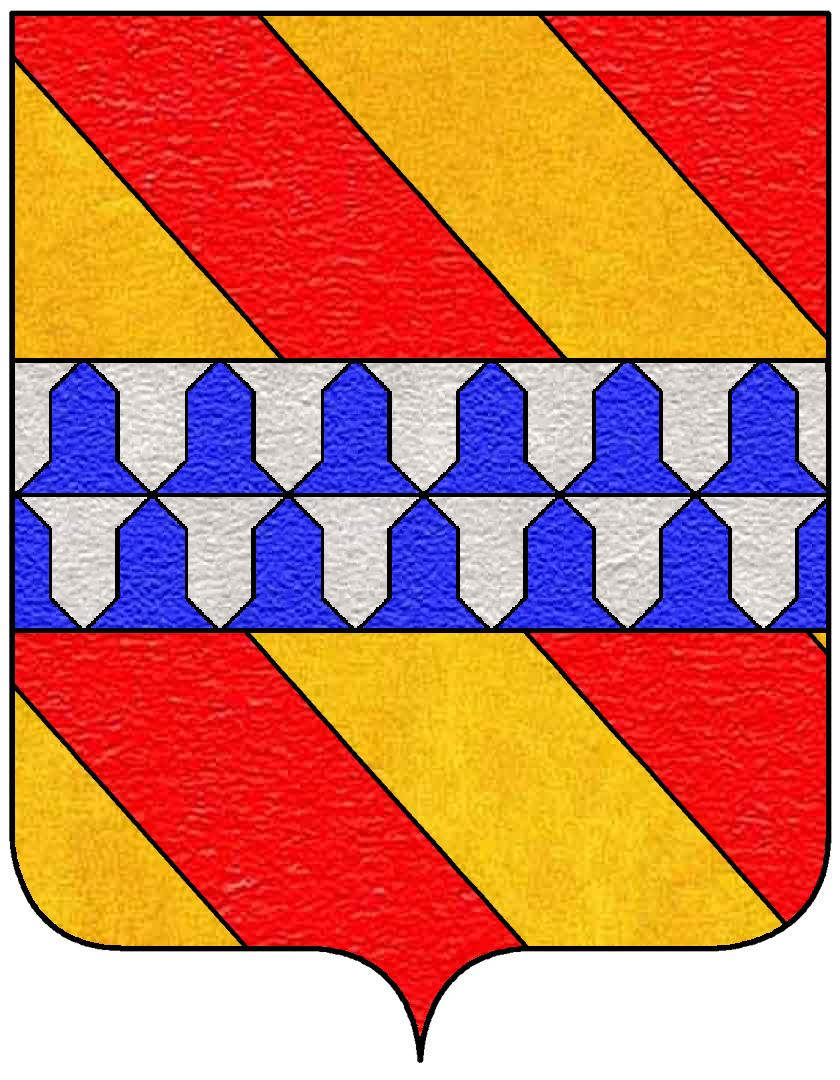
Stemma della famiglia Pandone, cui il Porcelio apparteneva come membro illegittimo

Porcelio Pandone nacque a Napoli qualche anno prima del 1407 perché, come osservano gli studiosi, nell'Antidotum IV in Facium, Lorenzo Valla, nato nel 1405, lo dice più anziano di lui. Della sua origine napoletana ci informa lui stesso in un epitaffio in distici elegiaci:
(latino)
In esso lui rende nota la propria appartenenza alla famiglia Pandone, sebbene come membro illegittimo. Per quanto riguarda il suo nome di battesimo, Porcelio/Porcellio, qualche biografo ha pensato che si trattasse di un soprannome indicante la sua omosessualità, dato che però non presenta alcun appoggio documentario. Georg Voigt gli attribuì senza fondamento il nome di Giovanni Antonio (Giannantonio), ignorando che il nome Porcelio/Porcellio non è infrequente nella società del Quattrocento.
Inoltre l'umanista accenna spesso al suo legame con Roma, dove trascorre gli anni della sua formazione e una parte della sua vita come maestro. A Roma fu molto vicino ai membri della famiglia Colonna, ai quali rimase fedele anche durante la rivolta che costrinse alla fuga papa Eugenio IV nel 1434. In seguitò pagò con il carcere questa sua fedeltà. Sulla durata di questa carcerazione i biografi propongono ipotesi diverse: il Sabbadini parla addirittura di un decennio, mentre il Marletta ne riduce la durata a un triennio.
Alla sua liberazione prese a vagare di corte in corte: a Milano fu al servizio di Francesco Sforza; a Firenze, dove conobbe Maffeo Vegio, Flavio Biondo, Giovanni Aurispa e altri curiali del papa, nonché Cosimo de' Medici; a Roma, grazie alla protezione del potente cardinale Ludovico Scarampi Mezzarota; a Ferrara, per porsi sotto la protezione di Leonello d'Este. Nella sua incessante ricerca di mecenati e di una collocazione stabile, intorno al 1440 si pose pure al servizio del condottiero Niccolò Piccinino, anche quando questi fu ostile al duca di Milano. A partire dal 1443 lo troviamo attivo a Napoli presso la corte di Alfonso V d'Aragona: qui pronunciò il discorso di saluto per Federico III d'Asburgo e ottenne nel 1452 la laurea di poeta, oratore e storico.
Nel frattempo Milano e Venezia, quest'ultima difesa da Jacopo Piccinino, si affrontavano in una guerra difficile. Porcelio compose per l'occasione i Commentarii de gestis Scipionis (Jacobi) Piccinini, una raccolta di dispacci, letteri e altri materiali, e in cui i protagonisti sono esaltati in senso classico: Francesco Sforza è Annibale, Jacopo Piccinino è Scipione.
Dopo la guerra veneto-milanese Porcelio dovette lasciare Napoli, a causa della forte rivalità con Antonio Beccadelli, detto il Panormita, che Pandone definisce adulator influentissimo in un distico del carme De abitu ab urbe et patria Parthenope:
(latino)
Le circostanze che determinarono l'allontanamento di Pandone da Napoli hanno a che fare con la congiura che Antonio Beccadelli e Bartolomeo Facio ordirono contro Lorenzo Valla. Il Pandone, infatti, fece sì che una copia delle Invective in Laurentium Vallam del Facio arrivasse nelle mani di Lorenzo Valla, che fino a quel momento era all'oscuro del contenuto dell'opera e addirittura della sua esistenza. Di questa situazione ci informa il Valla stesso nel suo Antidotum I in Facium. Lo schierarsi del Pandone al fianco del Valla non fu senza conseguenze: entrambi, infatti, dovettero lasciare Napoli.
Porcelio andò dapprima a Roma, dove incontrò la protezione di papa Pio II e del cardinale Prospero Colonna, poi a Rimini presso la corte di Sigismondo Pandolfo Malatesta. Anche se la permanenza a Rimini durò poco, a causa della polemica con Basinio da Parma sull'utilità della conoscenza del greco, il Pandone ebbe il tempo di comporre una delle sue opere più belle, il poema De amore Iovis in Isottam. In questa circostanza il Pandone scrisse anche il De praestantia linguæ Latinæ. Dopo il soggiorno riminese Porcelio arrivò a Milano, dove incontrò l'ospitalità di Francesco Sforza e del suo segretario Cicco Simonetta, al quale dedicò il De talento et sestertio. Inizialmente fu amico a Milano di Francesco Filelfo, ma ben presto i rapporti tra i due si guastarono. Francesco Filelfo e suo fratello Gianmario furono infatti autori di epigrammi scommatici, a contenuto osceno e ingiurioso, tesi a suscitare il pubblico ludibrio nei confronti del Pandone, qui bollato come sodomita e pederasta. Nell'Eulogium in Porcellium Porcellum Grammaticum, che è un finto epitaffio di lode, il Filelfo dice tra l'altro:
(Francesco Filelfo, in De jociis et seriis)
E in un'altra composizione il Filelfo afferma che la fama di sodomita del Pandone è tale che è diffusa in tutta la Lombardia, e questo a dispetto della sua tarda età. Questa nomea è confermata da uno studente, tale "Pierangelo siciliano", che scrisse fra il 1470 e il 1480 lamentandosi della scelleratezza degli studenti romani (che fra le altre colpe avevano anche, a suo dire, la "colpa" di praticare l'omosessualità). Costui lamenta che gli studenti disegnassero falli scrivendo oscenità sul retro della sedia del docente, fra le quali la frase in latino:
Porcelio si allontanò da Milano intorno al 1459 e si recò a Roma al servizio di papa Pio II. Qui incontrò la stima e la protezione di Ludovico Foscarini, ambasciatore a Roma della Serenissima, ed esercitò la professione di maestro presso lo studium romano. La sua permanenza terminò con la morte del pontefice, nel 1464.
Il Pandone tornò a Napoli nel 1465-1466, nel regno di Ferrante: qui compose il De proelio apud Troiam e il De vita servanda a regum liberis. In seguito si trasferì ad Urbino, presso Federico da Montefeltro, cui dedicò i Feltria, e poi nuovamente a Roma, dove poté godere di migliori condizioni di vita grazie alla protezione del cardinale Pietro Riario. Le ultime notizie sulla sua vita risalgono al 1485, anno in cui rivolse ai romani l'invito a celebrare la memoria del papa Sisto IV.

### Verso una rivalutazione del Pandone
Su Porcelio ha a lungo pesato l'accusa infamante di sodomia. La testimonianza più clamorosa di tale fama è postuma: essa si trova infatti contenuta all'interno della novella 6 che Matteo Bandello pubblicò nel 1554, ma che è ambientata nel periodo in cui Porcellio viveva a Milano presso il duca Francesco Sforza. Si tratta, naturalmente, di un'accusa non dimostrabile, dal momento che all'epoca era abitudine tacciare di omosessualità gli avversari e i rivali politici.
Nel racconto Porcellio si ammoglia in tarda età spinto dalle insistenze del duca, che vuole distoglierlo dai ragazzi. Un giorno s'ammala, e la moglie credendolo (a torto) in punto di morte, chiama un confessore. Quando il frate esce, ella verifica se il marito abbia confessato il peccato di sodomia, cosa che non ha fatto. Per due volte il frate, nonostante i dubbi, torna a chiedergli se abbia peccato contro natura, ottenendo un diniego. Alla fine, dato che la moglie insiste, il frate chiede direttamente:
In epoca più recente la critica ha approfondito la figura di Porcelio Pandone, osservando come il poeta abbia rivestito un ruolo importante nella vita e nel dibattito culturale della sua epoca. Il Pandone fu certamente «un umanista controverso e polemico», ma anche un «testimone privilegiato della vita e della cultura del suo secolo». Egli, infatti, partecipò a dispute e polemiche e ricevette riconoscimenti e onori. Inoltre tenne incarichi di un certo rilievo nelle varie corti e città in cui visse. Le sue opere, pur essendo per la maggior parte di tipo storico-encomiastico, si presentano variegate sotto il profilo contenutistico (numismatica, storia dell'arte) e aperte alla sperimentazione di forme e di generi (elegie, epigrammi, odi e satire).

## Opere
- Bellum Thebanorum cum Telebois;
- Epigrammata;
- Carmina heroica;
- Bos prodigiosus;
- In laudem clarissimi ducis Nicolai Picinini et filiorum;
- Triumphus Alfonsi regis;
- Commentarii de gestis Scipionis (Jacobi) Piccinini;
- De abitu ab urbe et patria Parthenope;
- De praestantia linguæ Latinæ;
- De amore Iovis et Isottam;
- De talento et sestertio;
- De laudibus et rebus gestis Federici Montefeltrii sive Feltriæ libri IX;
- Ad Pium II Pontificem Maximum congratulatio de reditu suo;
- De felicitate temporum divi Pii II Ponteficis Maximi;
- De proelio apud Troiam Apuliæ urbem confecto a divo Ferdinando rege Siciliæ;
- De vita servanda a regum liberis.